# Panique celtique 3
 (novembre 2020).
Albums de Manau
Nouvelle vague
(8 novembre 2019)
Panique celtique 3 est le huitième album studio de Manau, sorti le 3 novembre 2020 chez Trioche Martial.

## Pistes
| No  | Titre                  | Durée |
| --- | ---------------------- | ----- |
| 1.  | Celtik                 | 02:48 |
| 2.  | Marqué au fer          | 02:51 |
| 3.  | Oubliez les autres     | 02:43 |
| 4.  | Sont venus             | 03:02 |
| 5.  | Ma terre               | 02:58 |
| 6.  | Le souffle du guerrier | 03:30 |
| 7.  | Mon frere              | 02:41 |
| 8.  | Devant                 | 02:51 |
| 9.  | Loin de ma foret       | 02:46 |
| 10. | Toi tu oublies         | 03:05 |
| 11. | Si j'ai tort           | 03:11 |